# Хаусан
Бицикло[2.1.0]-пентан, или хаусан — насыщенный углеводород, относящийся к классу бициклоалканов. За схожесть структуры своего углеродного скелета с рисунком домика, данное вещество получило тривиальное название хаусан (от англ. housane). Это простейший бициклический углеводород, в котором сочленены циклобутановое и циклопропановое кольца. 
Бесцвеная жидкость с температурой кипения 45,5 °C.

## Методы получения
Существует ограниченное число подходов к синтезу хаусана. Один из препаративных методов, впервые предложенный Рудольфом Криге, заключается в термолизе 2,3-диазобицикло[2.2.1]гепт-2-ена — бициклического соединения с двумя атомами азота, получаемого трехстадийным синтезом из циклопентадиена и диэтилазодикарбоксилата.  Реакция протекает с выбросом молекулярного азота и образованием С–С-связи общей для трехчленного и четырехчленного циклов образующегося хаусана:

## Химические свойства
До 330°С хаусан стабилен, выше этой температуры изомеризуется в более устойчивый циклопентен.
Хаусан является примером  соединения с активированным циклопропановым фрагментом, что обусловлено высокой напряжённостью его структуры и  определяет склонность этого соединения к реакциям присоединения, в частности, гидрирования или гидробромирования, которые сопровождаются раскрытием бициклической структуры до циклопентанового фрагмента вследствие разрыва  общей для обоих циклов хаусана С–С-связи.